# مانیشا کالیان
مانیشا کالیان (انگلیسی: Manisha Kalyan؛ زادهٔ ۲۷ نوامبر ۲۰۰۱) بازیکن فوتبال اهل هند است.
وی همچنین در تیم‌های ملی فوتبال India women's national under-17 football team, India women's national under-19 football team، و زنان هند بازی کرده‌است.